# Philippe Boulland
Philippe Boulland, né le 18 août 1955 à Markala (Mali), est un homme politique français, médecin généraliste.

## Carrière
Membre de l'UMP, il est candidat en cinquième position sur la liste conduite par Dominique Riquet dans la circonscription Nord-Ouest lors des élections européennes de 2009. Il est le premier non-élu de la liste.
À la suite de l'entrée de Xavier Bertrand au gouvernement le 14 novembre 2010, sa suppléante, Pascale Gruny, le remplace à l'Assemblée nationale un mois plus tard. Elle abandonne son mandat de député européen ce qui permet à Philippe Boulland de faire son entrée au Parlement européen.
Il est membre titulaire au Parlement européen de la commission « Emploi et Affaires sociales » ainsi que de la commission des « Pétitions ». Il est membre suppléant de la commission du « Budget » du Parlement européen.
Ayant toujours œuvré dans le domaine humanitaire, il est également membre suppléant de l'Assemblée parlementaire paritaire ACP-UE, qui réunit les pays d'Afrique, des Caraïbes et du Pacifique et des députés européens.
Philippe Boulland était également conseiller général du canton de Betz jusqu'en 2014 et adjoint au maire de Betz.

## Mandats
Conseiller municipal
- 1995 - 2004 : maire de Betz
- 2004 - ? : adjoint au maire de Betz

Conseiller général
- 2001 - 2014 : conseiller général du canton de Betz

Député européen
- 2010 - 2014